# Pia Carmen Lionetti
Pia Carmen Maria Lionetti (San Giovanni Rotondo, 26 febbraio 1987) è un'arciera italiana.

## Biografia
Vive a Barletta e studia scienze motorie all'Università di Foggia; fa parte della A.S.D. Arcieri Del Micco di Pistoia.
Nel 2005 è stata Campionessa del mondo juniores, sia nella prova individuale, sia in quella a squadre.
Nel 2006 ha vinto la medaglia di bronzo ai Campionati europei.
Il 20 maggio 2008, insieme ad alcuni compagni della Nazionale Italiana (Mauro Nespoli, Amedeo Tonelli ed Elena Tonetta), è entrata a far parte dell'Aeronautica Militare, superando il bando di concorso del Centro sportivo dell'Aeronautica Militare. Si aggiunge così a Marco Galiazzo e Michele Frangilli, già avieri dell'aeronautica.
È stata tra le arciere che hanno rappresentato l'Italia alle Olimpiadi di Pechino del 2008. In quella che è stata la sua prima Olimpiade, ha ottenuto il quinto piazzamento nella gara a squadre.
Ai Giochi della XXX Olimpiade (Londra 2012), giunge fino ai quarti del torneo individuale femminile, dove è battuta dalla messicana Aída Romàn.

## Vittorie

### Titoli internazionali
- Oro Individuale Junior Mondiali Indoor Aalborg 2005
- Oro Individuale Junior Europei Indoor Sassari 2004
- Oro Individuale Junior Europei Targa Nymburk 2004
- Bronzo Individuale Europei Targa Atene 2006
- Bronzo individuale World Cup Porec 2006
- Oro Squadre Giochi del Mediterraneo 2006
- Oro Squadre Mondiali Indoor Aalborg 2005
- Oro Squadre Grand Prix Sassari 2006
- Oro Squadre Cadette Mondiali Targa Nymburk 2002
- Oro Squadre Junior Targa Templin 2003
- Oro Squadre Junior Europei Targa Nymburk 2004
- Argento a Squadre World Cup Antalya 2007
- Argento a Squadre Juniores Indoor Sassari 2004
- Argento a Squadre Seniores Targa Rovereto 2004
- Argento a Squadre Seniores Targa Bruxelles 2004
- Argento a Squadre Seniores Targa Boè 2008
- Argento a Squadre Seniores Targa Santo Domingo 2008

### Titoli nazionali
- Campionessa Italiana Targa 2006
- Campionessa Italiana Indoor 2008

## Record
- Record Europeo JF Indoor - 582p
- Record Europeo JF (e uguagliato il record mondiale) - 350p (36fr)
- Record Mondiale Squadra JF - 513p
- Record Italiano ed Europeo JF - 337p (36fr)
- Record Italiano ed Europeo JF (e uguagliato il record italiano SF) - 114p (14fr O.R.)
- Record Italiano JF - 176p (18fr)
- Record Italiano Squadra JF Indoor - 1715p
- Record Italiano JF 70m O.R. - 637p
- Record Italiano Squadra SF 70m O.R. - 1956p
- Record Italiano Squadra JF Fita - 3891p

## Arco utilizzato
| Riser             | Hoyt Nexus - 25"                                                                                  |
| Flettenti         | Hoyt CX900 Short - 42#                                                                            |
| Potenza effettiva | 40#                                                                                               |
| Mirino            | Shibuya Ultima Carbon RC                                                                          |
| Stabilizzazione   | Stabilizzatore centrale: Soma (30") Baffi/Astine: Soma (10") Prolunghino: Soma (5") V-bar: Beiter |
| Rest              | Super Hoyt                                                                                        |
| Bottone           | Beiter                                                                                            |
| Corda             | 16 fili                                                                                           |
| Frecce            | Aste: Easton X10 – 650 C2 Punte: Tungsteno 120 grani Cocche: Beiter Impennaggio: Spin Wing 1 3/4  |